# (4060) Déipyle
(4060) Déipyle, désignation internationale (4060) Deipylos, est un astéroïde troyen jovien.

## Description
(4060) Déipyle est un astéroïde troyen jovien, camp grec, c'est-à-dire situé au point de Lagrange L4 du système Soleil-Jupiter. Il présente une orbite caractérisée par un demi-grand axe de 5,246 UA, une excentricité de 0,155 et une inclinaison de 16,1° par rapport à l'écliptique.
Il est nommé en référence au personnage de la mythologie grecque Déipyle, acteur du conflit légendaire de la guerre de Troie.

## Compléments